# Waterloo (canção)

|-
"Waterloo" é uma canção do grupo ABBA lançada no álbum Waterloo em 4 de março de 1974 na Suécia. A canção venceu o Festival Eurovisão da Canção 1974, sendo a primeira vitória da Suécia com 24 pontos. A letra é de autoria de Stikkan Anderson, a música é de Benny Andersson e Björn Ulvaeus e foi orquestrada na noite do festival  por Sven-Olof Walldoff.
"Waterloo" foi o primeiro sucesso mundial do ABBA e em 2005 eleita a melhor canção dos 50 anos da história do Festival Eurovisão.

## História
"Waterloo" foi originalmente escrita como uma canção para o Festival Eurovisão da Canção de 1974, depois que o grupo terminou em terceiro lugar com "Ring Ring" no ano anterior. A letra da canção "Waterloo" é sobre uma mulher que se rende a um homem e promete amá-lo, fazendo-e  referência à Batalha de Waterloo ocorrida em 1815 e onde Napoleão foi derrotado e se viu a obrigado a render-se e exilar-se na Ilha de Santa Helena.
A canção provou ser uma boa escolha. Ganhou o Melodifestivalen 1974 (em sueco) em fevereiro e ganhou o Festival Eurovisão da Canção 1974 (ESC) em 6 de abril.
"Waterloo" foi originalmente escrita como uma música rock e batidas simultâneas de jazz (até então, incomum para uma música do ABBA), o que foi mais tarde descartado. A canção quebrou a tradição de "balada dramática" do Festival Eurovisão da Canção por seu ritmo, bem como pelo seu desempenho: o ABBA deu ao público algo que nunca tinha sido visto antes no Festival: trajes chamativos (incluindo botas de plataforma de prata), cantando em uma língua que não sua língua nativa, além de uma canção cativante e uma coreografia simples.
Embora não seja conhecida, a Polar acidentalmente liberou uma versão diferente de "Waterloo" pouco depois do ABBA vencer o Festival. A versão alternativa tinha um som mais duro de rock, omitindo os saxofones, mais um adicional de "oh yeah" nos versos. A versão alternativa foi lançada comercialmente em 2005 como parte do box The Complete Studio Recordings.

## Recepção
"Waterloo" apresentou ao mundo o fenômeno que viria a se tornar o ABBA. A canção ficou em primeiro lugar no Reino Unido por cerca de duas semanas, tornando-se o primeiro da banda de nove posições iguais a essa, e o 16º single mais vendido do país. Também atingiu o topo das paradas na Bélgica, Finlândia, Alemanha Ocidental, Irlanda, Noruega, África do Sul e Suíça, enquanto alcançou a 3ª posição na Áustria, França, Holanda, Espanha e Suécia. A música também ficou 11 semanas na Svensktoppen (24 março - 2 junho 1974), incluindo sete semanas em primeira lugar. Surpreendentemente, a música nunca fez um enorme impacto na Itália, só alcançando a 14ª posição, porém sendo esse um desempenho bom, já que o ABBA só alcançou o Top 10 na Itália 3 vezes.
Mas o apelo da música transcendeu a Europa; ao contrário de outros vencedores do Festival, que são geralmente não conseguem muito sucesso fora do continente, "Waterloo", também alcançou o Top 10 na Austrália, Canadá, Nova Zelândia, Zimbabwe e até mesmo os Estados Unidos, sendo assim o único vencedor do Festival a entrar no Top 40 dos Estados Unidos, na 6ª posição. "Waterloo" é a única canção do Festival que chegou ao Top 10 em 15 países.
Em 1994, "Waterloo" (juntamente com vários outros sucessos ABBA) foi incluída na trilha sonora do filme O Casamento de Muriel. Foi relançada em 2004 para comemorar seu 30º aniversário, atingindo a 20ª posição nas paradas do Reino Unido. Assim como, em 22 de outubro de 2005, durante a celebração dos 50 anos do Festival Eurovisão da Canção, "Waterloo" foi escolhida como a melhor canção na história da competição.

## Faixas

### Versão em sueco
1. A. Waterloo (versão sueca)
2. B. Honey Honey (versão sueca)

### Versão em inglês
1. A. Waterloo (versão em inglês)
2. B. Watch Out

## Versões oficiais
- "Waterloo" (versão em inglês)
- "Waterloo" (alternativa versão inglesa)
- "Waterloo" (versão em francês) - gravado em 18 de abril de 1974 em Paris, França.
- "Waterloo" (versão em francês/sueco) - Overdubs de versões francesa e sueca
- "Waterloo" (versão em alemão)
- "Waterloo" (versão em sueco)

## Lançamento
| Região             | Data               | Título                                              | Gravadora | Formato | Catálogo    |
| ------------------ | ------------------ | --------------------------------------------------- | --------- | ------- | ----------- |
| Suécia             | 4 de março de 1974 | "Waterloo" (sueco) / "Honey, Honey" (sueco)         | Polar     | Single  | POS 1186    |
| Suécia             | 4 de março de 1974 | "Waterloo" (inglês) / "Watch Out"                   | Polar     | Single  | POS 1187    |
| Reino Unido        | 1974               | "Waterloo" / "Watch Out"                            | Epic      | Single  | EPC 2240    |
| USA                | 1974               | "Waterloo" / "Watch Out"                            | Atlantic  | Single  | 45-3035     |
| Alemanha Ocidental | 1974               | "Waterloo" (alemão) / "Watch Out"                   | Polydor   | Single  | 2040 116    |
| França             | 1974               | "Waterloo" (francês) / "Gonna Sing You My Lovesong" | Vogue     | Single  | 45. X. 3104 |

## Vídeo
O videoclipe de "Waterloo" foi gravado em 1974 (na mesma época de "Ring Ring"), nos estúdios da Sveriges Television. O ABBA aparece dublando a canção, e usa os trajes usados no dia em que venceram o Festival Eurovisão da Canção. Foi dirigido por Lasse Hallström.
Atualmente o vídeo está disponível nos DVDs The Definitive Collection, ABBA Number Ones, ABBA: 16 Hits, ABBA Gold e The Last Video.

## Posições nas paradas musicais
| Parada musical (1974)             | Posição              |
| --------------------------------- | -------------------- |
| Paradas músicas da Austrália      | 4                    |
| Paradas músicas da Áustria        | 2                    |
| Paradas músicas da Bélgica        | 1                    |
| Paradas músicas britânicas        | 1                    |
| Paradas músicas do Canadá         | 7                    |
| Paradas musicais da Holanda       | 2                    |
| Paradas musicais da Finlândia     | 1                    |
| Paradas musicais da França        | 3                    |
| Paradas musicais da Alemanha      | 1                    |
| Holandë                           | 1                    |
| Paradas musicais irlandezas       | 1                    |
| Paradas musicais da Itália        | 14                   |
| Paradas musicais da Nova Zelândia | 3                    |
| Paradas musicais da Norwegian     | 1                    |
| Paradas musicais de Rhodesian     | 2                    |
| Paradas musicais da África do Sul | 1                    |
| Paradas musicais da Espanha       | 3                    |
| Paradas musicais da Suécia        | 2 (sueca) 3 (inglês) |
| Paradas musicais da Suíça         | 1                    |
| U.S. Billboard Hot 100            | 6                    |

## Aparições em outras mídias
- O ABBA apresenta partes da música ao vivo no filme ABBA: The Movie (1977).
- A canção apareceu em Os Simpsons no episódio "Vovó Simpson".
- Em 12 de dezembro de 2006, a música foi tocada pela NASA durante a STS-116 como o despertador para Christer Fuglesang, também da Suécia, em honra de ele se tornar o primeiro astronauta nórdico.
- Bernd Stromberg, o personagem principal da série de TV alemã Stromberg cantou esta música no episódio 9 da 2ª temporada ("Die Kündigung").
- A canção faz parte da trilha sonora do filme Perdido em Marte (2015).